# Anton Richter
Anton Franz Richter (Vienna, 7 dicembre 1911 – Vienna, 15 agosto 1989) è stato un sollevatore austriaco medagliato mondiale ed europeo, che gareggiò nella categoria dei pesi piuma.

## Carriera
Di professione agente di polizia, militò nel Polizei SV Wien. A livello nazionale fu campione austriaco per dieci volte (1935, 1936, 1937, 1938, 1940, 1946, 1948, 1950, 1951 e 1952) e campione tedesco per tre volte (1938, 1939 e 1940). Prese parte a due edizioni dei Giochi olimpici: a Berlino nel 1936, piazzandosi al quarto posto, e a Londra nel 1948, classificandosi undicesimo.
A livello internazionale conquistò la medaglia di bronzo ai campionati europei di Parigi nel 1935 e due medaglie (una d'argento e una di bronzo) ai campionati mondiali del 1937 di Parigi e del 1938 di Vienna. Dopo la seconda guerra mondiale partecipò ai campionati mondiali ed europei di Parigi del 1946, piazzandosi rispettivamente al nono e al sesto posto.